# 牡丹草
牡丹草（学名：Gymnospermium microrrhynchum），为小檗科牡丹草属下的一个植物种。